# Gare de Batna
La gare de Batna est une gare ferroviaire algérienne située sur le territoire de la commune de Batna, dans la wilaya de Batna.

## Situation ferroviaire
La gare est située au nord de la ville de Batna, sur la ligne d'El Guerrah à Touggourt. Elle est précédée de la gare de l'Université Mostefa Ben Boulaïd et suivie de celle de l'Université Hadj Lakhdar.
| \| Batna Aïn Touta Barika \| Localisation de la gare de Batna dans la wilaya de Batna. |
| Batna Aïn Touta Barika                                                                 |

## Service des voyageurs

### Desserte
La gare de Batna est desservie par :
- les trains grandes lignes de la liaison Alger - Batna[1],[2] ;

- les trains régionaux des liaisons :
  - Skikda - Aïn Touta[3] ;
  - Constantine - Biskra[4],[5],[6] ;
  - Aïn Touta - Djerma[7],[8],[9].